# Rzavá
Rzavá (německy Resawa) je malá vesnice, část obce Chotoviny v okrese Tábor v Jihočeském kraji. Nachází se asi dva kilometry západně od Chotovin. Prochází zde silnice II/603. Je zde evidováno 9 adres. V roce 2011 zde trvale žilo jedenáct obyvatel.
Rzavá leží v katastrálním území Moraveč u Chotovin o výměře 2,69 km².

## Historie
První písemná zmínka o vesnici pochází z roku 1352.

## Obyvatelstvo
| Rok            | 1869 | 1880 | 1890 | 1900 | 1910 | 1921 | 1930 | 1950 | 1961 | 1970 | 1980 | 1991 | 2001 | 2011 | 2021 |
| -------------- | ---- | ---- | ---- | ---- | ---- | ---- | ---- | ---- | ---- | ---- | ---- | ---- | ---- | ---- | ---- |
| Počet obyvatel | 75   | 61   | 69   | 67   | 62   | 43   | 43   | 40   | 42   | 36   | 29   | 15   | 11   | 11   | 11   |
| Počet domů     | 10   | 10   | 10   | 10   | 10   | 10   | 10   | 10   | 10   | 9    | 8    | 9    | 9    | 9    | 8    |